# Aleuropteryx vartianorum
Aleuropteryx vartianorum är en insektsart som beskrevs av H. Aspöck och U. Aspöck 1967. Aleuropteryx vartianorum ingår i släktet Aleuropteryx och familjen vaxsländor. Inga underarter finns listade i Catalogue of Life.